# Farming Life in Another World
Farming Life in Another World (異世界のんびり農家, Isekai nonbiri nōka, litt. « Un paisible fermier dans un autre monde ») est une série de light novel japonais écrite par Kinosuke Naitō. Publiée à l'origine comme une websérie sur le site Shōsetsuka ni narō depuis le 29 février 2016, la série a depuis été publiée par l'éditeur Kadokawa avec des illustrations de Yasumo depuis le 30 octobre 2017, dont 18 volumes ont été publiés fin 2025.
La série est adaptée en manga ; cette adaptation est prépubliée dans le magazine de prépublication Monthly Dragon Age, depuis le 12 octobre 2017,; le premier volume est sorti le 5 mars 2018.
Une adaptation en série d'animation produite par le studio Zero-G est diffusée entre janvier et mars 2023.

## Synopsis
Hiraku Machio, un cadre de 39 ans, est mort de surmenage tentant de sauver son entreprise en faillite. Une divinité lui propose de le téléporter dans un autre monde en soignant son corps, le rajeunissant et en lui accordant un souhait pour commencer sa nouvelle vie. Le souhait d'Hiraku semblant bien simple à la divinité, elle finit par lui en accorder plusieurs. C'est ainsi qu'Hiraku se retrouve propulsé dans un autre monde, avec un corps amélioré, dans une forêt isolée où il pourra vivre une paisible vie de fermier à l'aide de l'ODA, un outil agricole divin pouvant changer de forme à volonté. Cependant, Hiraku ne restera pas longtemps seul.

## Personnages

### Habitants du village
Hiraku Machio (街尾 火楽, Machio Hiraku)
Voix japonaise : Atsushi Abe (en), voix française : Brieuc Lemaire
Un humain réincarné, fondateur puis maire du village de Grand-Arbre (大樹の村, Taiju no mura) (ou Sylvarbre).
Luu Lulushi (ルールーシー＝ルー, Rūrūshī Rū) ou Loo
Voix japonaise : Shino Shimoji (en), voix française : Sophie Pyronnet
Une vampire.
Tier (ティア, Tia)
Voix japonaise : Aya Suzaki (en), voix française : Nancy Philippot
Une ange, ennamie de Luu.
Lea (リア, Ria) ou Ria
Voix japonaise : Lynn, voix française : Marie Du Bled
La cheffe d'un groupe de hautes-elfes qui erraient dans la forêt.
Rasutisumoon (ラスティスムーン, Rasutisumūn), dite « Rasuti »
Voix japonaise : Natsumi Hioka (en), voix française : Audrey d'Hulstère
Fille dragon de Doraime et Graffaloon.
Fraurem (ラスティスムーン, Furauremu)
Voix japonaise : Miho Okasaki (en)
Princesse du royaume des démons, fille de Beezel, envoyée au village en signe d'amitié et tant qu'observatrice.
Rize, Rita, Ratha et Lal
Voix japonaise : Natsuko Abe
Hautes-elfes.
Ricot, Lease, Rafa et Lami
Voix japonaise : Yuka Hiiragi
Hautes-elfes.
Leaf, Lili et Larasha
Voix japonaise : Hana Shimano (en)
Hautes-elfes.

### Monstres domestiqués
Suie (クロ, Kuro) et Neige (ユキ, Yuki)
Voix japonaise : Hidenobu Kiuchi, voix française : Franck Dacquin
Un couple de loups des Enfers donnant naissance à plusieurs petits dans la ferme qui à leur tour prennent des compagnes qu'ils ramènent vivre auprès d'Hiraku. La meute l'aidant à surveiller la ferme et le protégeant.
Coussinet (ザブトン, Zabuton)
Une araignée géante, en forme de coussin, qui tisse le fil et coud des vêtements.

## Productions et supports

### Adaptation animée

#### Liste des épisodes
| No | Titre français                       | Titre japonais           | Titre japonais                     | Date de 1re diffusion |
| No | Titre français                       | Kanji                    | Rōmaji                             | Date de 1re diffusion |
| -- | ------------------------------------ | ------------------------ | ---------------------------------- | --------------------- |
| 1  | L'Outil Divin Agricole               | 万能農具                 | Ban'nō nōgu                        | 6 janvier 2023        |
| 2  | La première villageoise              | 第一村人                 | Dai ichi murabito                  | 13 janvier 2023       |
| 3  | L'une après l'autre                  | 同居人 続々              | Dōkyo hito zokuzoku                | 20 janvier 2023       |
| 4  | Une arrivée d'eau, une vie meilleure | 水路は暮らしを充実させる | Suiro wa kurashi o jūjitsu sa seru | 27 janvier 2023       |
| 5  | Curry et hibernation                 | カレーと越冬             | Karē to ettō                       | 3 février 2023        |
| 6  | Notre village                        | 村です                   | Mura desu                          | 10 février 2023       |
| 7  | Un cœur accueillant                  | おもてなしの心           | Omotenashi no kokoro               | 17 février 2023       |
| 8  | Les Princesses scientifiques         | 研究者と二人のお嬢さま   | Kenkyūsha to futari no ojō-sama    | 24 février 2023       |
| 9  | Le Marchand et le dragon             | 商人とドラゴン           | Shōnin to doragon                  | 3 mars 2023           |
| 10 | La Princesse Yûri                    | 王姫ユーリ               | Ōhime Yūri                         | 10 mars 2023          |
| 11 | La Vie avec les fondateurs           | 日々と始祖さまと         | Hibi to shiso-sama to              | 17 mars 2023          |
| 12 | La Naissance                         | 誕生                     | Tanjō                              | 24 mars 2023          |

### Sources
1. ↑  (ja) « 異世界のんびり農家　18 », sur Kadokawa
2. ↑  « Isekai Nonbiri Nouka (Manga) », sur Nautiljon (consulté le 8 octobre 2018)
3. ↑  (en) « Isekai Nonbiri Nouka (Manga) », sur MyAnimeList (consulté le 8 octobre 2018)
4. ↑  (ja) « 異世界のんびり農家　1 », sur Kadokawa
5. 1 2 3 4  (en) Egan Loo, « Farming Life in Another World Anime's 1st Video Reveals Cast, More Staff, January 6 Debut », sur Anime News Network, 30 novembre 2022
6. 1 2 3 4 5  Nom tiré de la version sous-titrée en français d'Animation Digital Network.
7. 1 2  Transcription officielle du nom tirée du site de l'animé.
8. ↑  (en) Egan Loo, « Farming Life in Another World Anime's 2nd Video Introduces More Cast, Theme Songs », sur Anime News Network, 23 décembre 2022
9. ↑  « Farming Life in Another World  », sur ADN
10. ↑  (ja) « STORY/ストーリー｜異世界のんびり農家 », sur nonbiri-nouka.com